# Maria Pancu
Maria Pancu (n. 18 iulie 1960) este o contabilă din Republica Moldova, deputat în legislatura 2021-2025 a Parlamentului Republicii Moldova, reprezentantă a Partidului Acțiune și Solidaritate (PAS).

## Biografie
Pancu s-a angajat pentru prima oară în câmpul muncii în 1982, drept contabilă la Fabrica de Confecții din Tighina. Până în 2020, a lucrat preponderent în sectorul privat – inclusiv a deținut funcția de director al trei companii cu capital străin din industria textilă.

### Activitate politică
În 2016, s-a înscris în PAS, urmând ca în 2019 să devină președinta Organizației PAS Seniori. Tot în 2019 a fost aleasă în funcția de consilier local în orașul Codru.
A candidat cu numărul 45 pe lista Partidului Acțiune și Solidaritate la alegerile parlamentare din 2021 și a acces în parlament.